# Saint-Jean-la-Vêtre
Saint-Jean-la-Vêtre település Franciaországban, Loire megyében. Lakosainak száma 310 fő (2022. január 1.). Saint-Jean-la-Vêtre La Chamba, Noirétable, Saint-Priest-la-Vêtre, Chalmazel-Jeansagnière és La Côte-Saint-Didier községekkel határos.

## Népesség
A település népessége az elmúlt években az alábbi módon változott:
| Lakosok száma | 477  | 381  | 338  | 356  | 341  | 328  | 316  | 320  | 324  | 310  |
|               | 1968 | 1982 | 1990 | 2006 | 2013 | 2015 | 2017 | 2019 | 2020 | 2022 |